# Foreign Exchange Station
FXS (ang. Foreign Exchange Station) to nazwa interfejsu telefonicznego stosowanego w telefonach analogowych (PSTN).
FXS instalowane są w centralach miejskich i do niego podłączane są urządzenia abonenta (telefony, faksy) za pomocą linii telefonicznej. FXS spełnia następujące zadania:
- wysyła do linii telefonicznej i do telefonu stałe napięcie zasilające
- generuje ton ciągły po podniesieniu telefonu i inne tony przerywane w zależności od sytuacji
- odbiera sygnał wybierania numeru za pomocą sygnałów DTMF lub impulsów
- przekazuje sygnał rozmowy do i od abonenta

FXS występuje także w innych urządzeniach, do których podłączamy aparat telefoniczny np. w centralach PBX do podłączania linii wewnętrznych. Do FXS za pomocą linii telefonicznej podłączamy tylko urządzenia wyposażone w interfejs FXO. Urządzenia połączone ze sobą za pomocą dwóch interfejsów FXS nie będą ze sobą współpracować.